# Longships
Longships è un gruppo di isolotti rocciosi situati circa 2 km a ovest di Land's End, Cornovaglia, Regno Unito.
La maggior parte del piccolo arcipelago delle Longships viene sommerso durante l'alta marea, ma i tre isolotti principali– Tal-y-Maen, Carn Bras e Meinek – restano sempre al di sopra del livello del mare.
Due isolotti più piccoli, noti come Kettle's Bottom, si trovano a metà strada tra le Longships e la costa. Le isole Longships (ma non gli scogli di Kettle's Bottom) ricadono sotto la parrocchia civile di Sennen.

## Nomi degli scogli
Elenco dei nomi degli scogli che costituiscono l'arcipelago con relativi significati in lingua cornica.
- Cein  (cornico: Keyn, che significa "dorso", "cresta" o "crinale")
- Farkell Carn  (cornico: Karn Forhel, che significa "roccia spaccata")
- Tal-y-maen  (cornico: Tal an Meyn, che significa "sopracciglio delle rocce")
- Carn Bras  (cornico: Karn Bras, che significa "grande mucchio di roccia")
- Herly  (cornico: Hir Legh, che significa "lunga cornice")
- Plassek  (cornico: Plosek, che significa "lo schifoso")
- Meinek  (cornico: Meynek, che significa "posto roccioso')

## Il faro
Il faro delle Longships sorge su Carn Bras, l'isolotto più alto, che raggiunge una quota di 12 metri sul livello del mare. Un primo edificio fu costruito nel 1795 su progetto dell'architetto della Trinity House Samuel Wyatt. La lanterna si trovava a 24 metri sul livello del mare, ma le maree più alte ne oscuravano la luce.
Nel 1869 la Trinity House avviò la costruzione di un faro sostitutivo. L'attuale torre in granito impiega molte delle attrezzature precedentemente utilizzate nella costruzione del Faro di Wolf Rock. Il faro fu acceso per la prima volta nel mese di dicembre 1873; la sua realizzazione costò 43.870 sterline. Anche dopo questi miglioramenti, la nave S.S. Bluejacket naufragò sugli scogli vicino al faro durante una notte limpida del 1898, rischiando di demolire il faro stesso.
La lampada del faro ha un raggio di 11 miglia nautiche (20 km) e manda un segnale di 5 secondi ogni 10 secondi. I segnali sono bianchi se visti dal mare, ma settori di luce rossa avvertono se un'imbarcazione si avvicina troppo a Cape Cornwall a nord o a Gwennap Head a sud-sudest. Un segnale acustico per la nebbia risuona ogni 10 secondi.

## Naufragi
- 1898 S.S. Bluejacket
- 1901, novembre. Mary James. Costruita nel 1862 da Richard Tredwen a Padstow. Per la maggior parte della sua attività è stata di proprietà della famiglia di Harvey James e ha effettuato viaggi verso il Galles con carichi di rame grezzo, riportando carbone nero per le miniere.[5]